# Höllenhunde des Secret Service
Höllenhunde des Secret Service ist ein italienisch-französischer Agentenfilm aus dem Jahr 1965. Die Regie führte Umberto Lenzi, der gemeinsam mit Piero Pierotti das Drehbuch schrieb. In der Hauptrolle ist Roger Browne als Secret-Service-Agent zu sehen.

## Handlung
Aus einer nuklearen Forschungsstation in Liverpool wurde Baltonium entwendet, ein neu entdecktes Metall, das hundertmal radioaktiver ist als Uran. Der Dieb, ein sowjetischer Agent, hat das Metall in das Objektiv einer Super-8-Kamera  eingebaut und nach Kairo geschmuggelt, wo diese versehentlich in die Hände eines Touristen gelangt ist. Michael Stevens, Geheimagent des britischen Secret Service, wird beauftragt das Baltonium zurückzuholen.
In Kairo angekommen, lernt Stevens Faddja kennen, die ihn im Auftrag des Schurken Alex, der ebenfalls hinter dem Metall her ist, ausspionieren soll. Später sucht er mit Hilfe von Denise, die die Kamera an den Touristen verkauft hatte, nach dem Baltonium. Dabei wird er von Alex’ Leuten verfolgt, die mehrfach Anschläge auf ihn verüben, denen er knapp entkommen kann.
Die Suche führt Stevens weiter nach Locarno und Rom. In Italien gelangt er in den Besitz der Kamera. Als er den darin enthaltenen Film entwickeln lässt, entdeckt er darauf den Beweis, dass Denise in Wirklichkeit mit Alex zusammenarbeitet. Kurz darauf wird er von Alex und Denise gefangen genommen, die mit ihm auf einem Motorboot auf einen See hinausfahren. Dort kann Stevens sich mit Hilfe von Faddja, die in ihn verliebt ist, von seinen Fesseln befreien. Die beiden springen vom Boot, nachdem Stevens eine Minibombe, die in seinem Schuh versteckt war, gezündet hat. Sie überleben die Explosion und wollen gemeinsam einen Liebesurlaub in Paris machen. Im Flugzeug bekommt Stevens allerdings einen neuen Auftrag, der ihn zurück nach Ägypten führt.

## Hintergrund
Höllenhunde des Secret Service wurde in Kairo, Locarno, London und Rom gedreht. In Italien kam der Film am 30. Dezember 1965 in die Kinos, in Frankreich am 12. Juni 1966 und in der Bundesrepublik Deutschland am 20. Januar 1967.

## Synchronisation
| Darsteller          | Deutscher Sprecher | Rolle                        |
| ------------------- | ------------------ | ---------------------------- |
| Roger Browne        | Joachim Höppner    | Michael Stevens / Superseven |
| Massimo Serato      | Leon Rainer        | Alex                         |
| Mino Doro           | Niels Clausnitzer  | Der Professor                |
| Rosalba Neri        | Dagmar Dempe       | Faddja                       |
| Fabienne Dali       | Katharina Lopinski | Denise                       |
| Franco Castellani   | Thomas Rau         | Inspektor Stugel             |
| Domenico Calderucci | Peter Musäus       | Spion                        |

## Rezeption
„Ein völlig humorloses Agenten-Abenteuer im Fahrwasser der James-Bond-Filme, das die üblichen Genre-Zutaten distanzlos aneinanderreiht.“